# Сколошів
Сколошів (пол. Skołoszów) — давнє українське село в Польщі, у гміні Радимно, Ярославського повіту, Підкарпатського воєводства. Населення — 1514 осіб (2011).

## Історія
Латинізація і полонізація українців Надсяння розпочаті невдовзі після захоплення поляками Галичини в 1340 р. У 1393 р. перемиський єпископ за заслуги надає село Яну Білому. Для латинізації місцевого українського населення в 1432 р. перемиським єпископом Янушем з Любеня заснована римо-католицька парафія. До 1772 р. село входило до Перемишльської землі Руське воєводства.
У 1772—1918 рр. село було у складі Австро-Угорської монархії, у провінції Королівство Галичини та Володимирії. В 1860 р. повз село прокладена Галицька залізниця імені Карла Людвіга, однак станцію назвали Радимно. У 1880 році село належало до Ярославського повіту. На північний схід від села при дорозі на Львів лежали два хутори; за 1 км, між Сяном і його старим руслом знаходились Загороди (39 будинків і 196 жителів), а за 2 км за Сяном (на правому березі) — Засяння (18 будинків і 105 жителів). Загалом село нараховувало 354 будинки і 1983 жителі, а на землях фільварку римо-католицького перемиського єпископа — 4 будинки і 67 жителів. За віросповіданням 1249 були греко-католиками, 650 — римо-католиками, а 151 — юдеями. Місцева греко-католицька громада належала до парафії Радимно Ярославського деканату Перемишльської єпархії.
У 1919—1939 рр. — у складі Польщі. Село належало до Ярославського повіту Львівського воєводства, гміна Радимно. На 1 січня 1939-го в селі з 1600 жителів було 1130 українців, 450 поляків, 20 євреїв, місцева греко-католицька громада належала до парафії Радимно Радимнянського деканату Перемишльської єпархії.
З початком Другої світової війни чоловіків села мобілізовано до польської армії. У середині вересня 1939 року німці окупували село, однак уже 26 вересня 1939 року мусіли відступити з правобережжя Сяну, оскільки за пактом Ріббентропа-Молотова воно належало до радянської зони впливу. 27.11.1939 за постановою Верховної Ради УРСР Засяння включене до Любачівського повіту. 17 січня 1940 року територія ввійшла до Ляшківського району Львівської області. Нові окупанти також мобілізували чоловіків — до Червоної армії. В червні 1941, з початком Радянсько-німецької війни, територія знову була окупована німцями. За три роки німецької окупації вивезені євреї. В липні 1944 року радянські війська оволоділи цією територією. Радянські окупанти знову насильно мобілізували чоловіків у Червону армію. За Люблінською угодою від 9 вересня 1944 року село опинилося в Польщі. Польським військом і бандами цивільних поляків почались пограбування і вбивства, селяни гуртувались в загони УПА і відділи самооборони. Українців добровільно-примусово виселяли в СРСР: з лівобережної частини села — 326 осіб (213 родин), із Засяння — 124 українці (33 родини). Українське населення села, якому вдалося уникнути вивезення до СРСР, попало в 1947 році під етнічну чистку під час проведення Операції «Вісла» і було депортовано на понімецькі землі у західній та північній частині польської держави, що до 1945 належали Німеччині. В хати виселених українців поселені поляки.

## Демографія
Демографічна структура станом на 31 березня 2011 року:
|          | Загалом | Допрацездатний вік | Працездатний вік | Постпрацездатний вік |
| -------- | ------- | ------------------ | ---------------- | -------------------- |
| Чоловіки | 754     | 171                | 505              | 78                   |
| Жінки    | 760     | 183                | 429              | 148                  |
| Разом    | 1514    | 354                | 934              | 226                  |